# Śródmieście (Jaworzno)
Śródmieście – centralna, wielka dzielnica Jaworzna, wyznaczająca obręb ścisłego centrum miasta. Znajduje się tu Urząd Miejski oraz wiele innych ważnych urzędów i instytucji oraz organizacji i podmiotów obsługujących codziennie dziesiątki tysięcy mieszkańców. Tutaj też koncentruje się życie kulturalne i towarzyskie.
W tej dzielnicy wyodrębnia się:
- Stare Miasto
- Os. Podwale
- Os. Podłęże
- Os. Pechnik
- Os. Pszczelnik
- Os. Chopina
- Os. Chrząstówka
- Os. Górnicze
- Os. Kościuszki
- Os. Leopold
- Os. Pańska Góra
- Os. Skałka
- Os. Warpie

## Zabytki
- Pomnik ks. Stanisława Stojałowskiego.Pomnik księdza Stanisława Stojałowskiego w przy kolegiacie w centrum Jaworzna

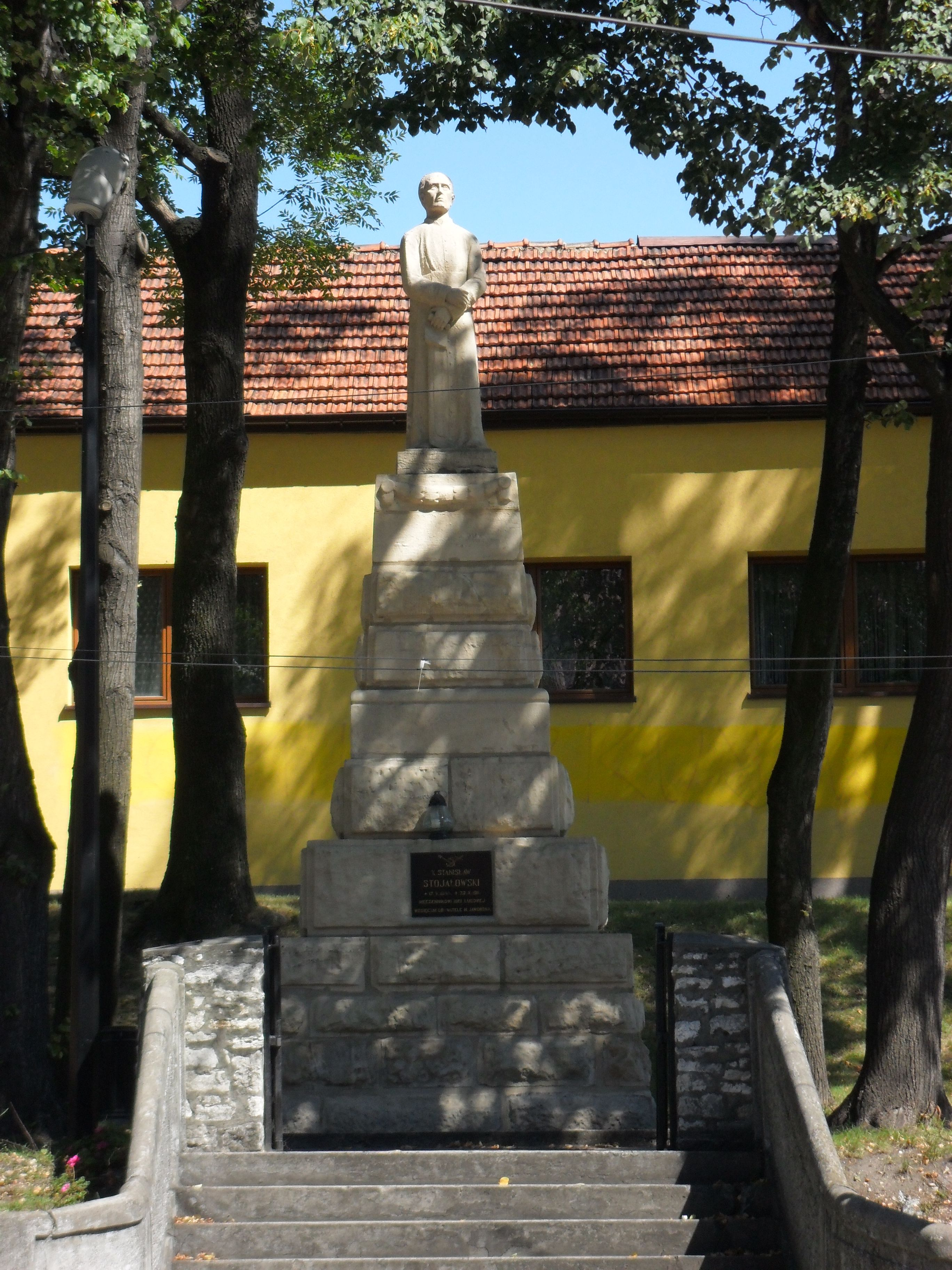
Pomnik księdza Stanisława Stojałowskiego w przy kolegiacie w centrum Jaworzna

## Inne obiekty i miejsca
- Miejska Biblioteka Publiczna w Jaworznie – główna siedziba przy rynku
- Wielospecjalistyczny Szpital Miejski w Jaworznie
- Muzeum Miasta Jaworzna
- Hala Miejskiego Centrum Kultury i Sportu w Jaworznie
- Urząd miasta
- Kolegiata pw. św. Wojciecha i Katarzyny
- Poczta
- Cmentarz Pechnicki
- Cmentarz Ciężkowicki (ul. Sławkowska/Chełmońskiego)